# Charles Wagner

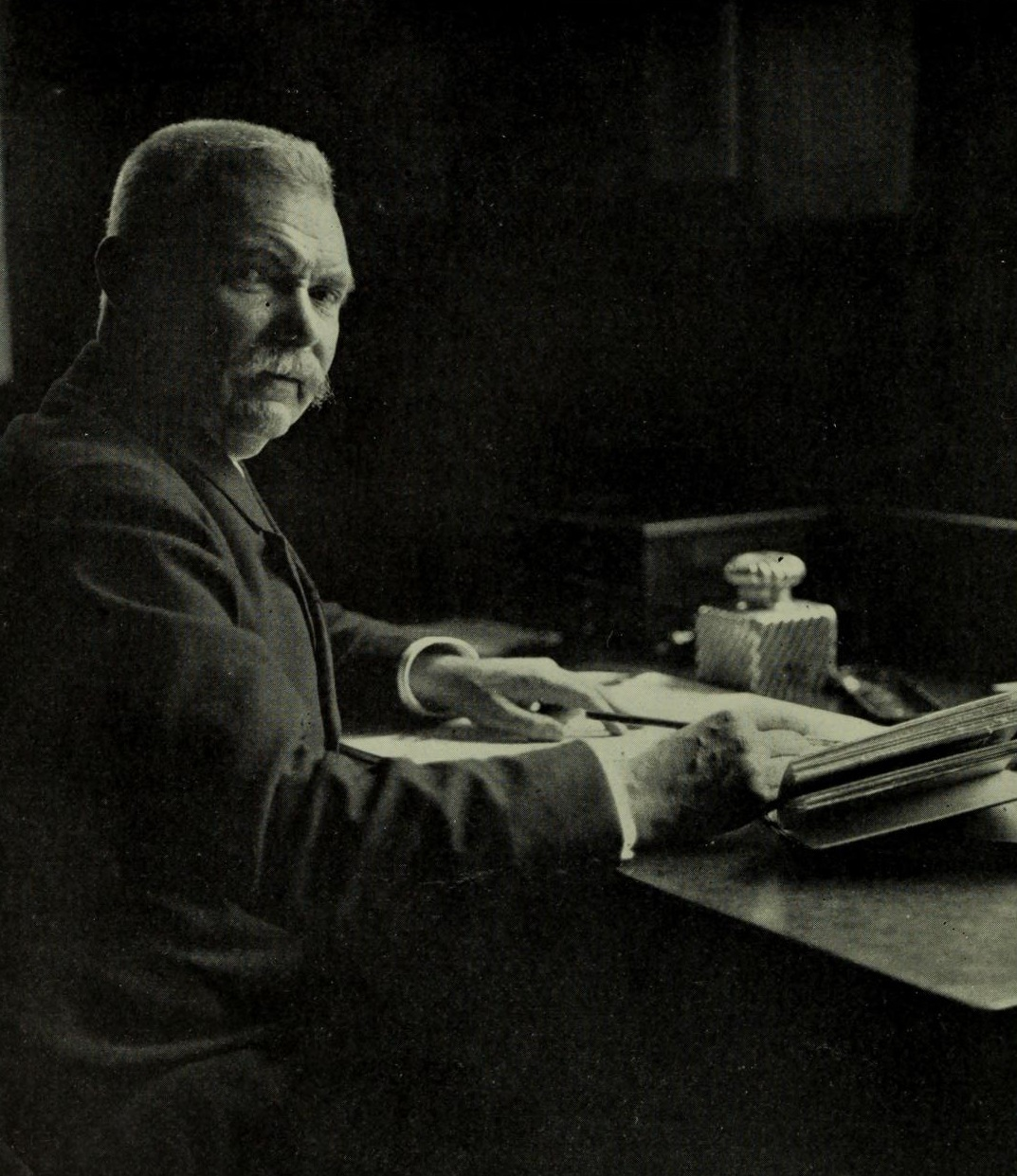
Charles Wagner tại nơi làm việc

Charles Wagner (4 tháng 1 năm 1852 Vibersviller, Moselle - 12 tháng 5 năm 1918)  là một mục sư cải cách người Pháp có những bài viết đầy cảm hứng có ảnh hưởng trong việc định hình nền thần học cải cách vào thời đại của ông.

## Tiểu sử
Wagner sinh ra ở Vibersviller, Moselle, nơi cha ông là mục sư của Nhà thờ Lutheran. Năm 14 tuổi, ông được gửi đi học ở Paris và tốt nghiệp trường Sorbonne năm 1869 với bằng cử nhân.  Sau đó, ông đến Strassburg để lấy bằng thần học nhưng tiếp tục việc học ở Göttingen.
Cho đến thời điểm đó, ông rời khỏi Đức và bắt đầu việc quản lý trong mối quan hệ với nhánh tự do của Nhà thờ kháng cách Pháp. Ông là mục sư của một giáo xứ nhỏ ở Remiremont, Vosges cho đến năm 1882, khi ông đến Paris.

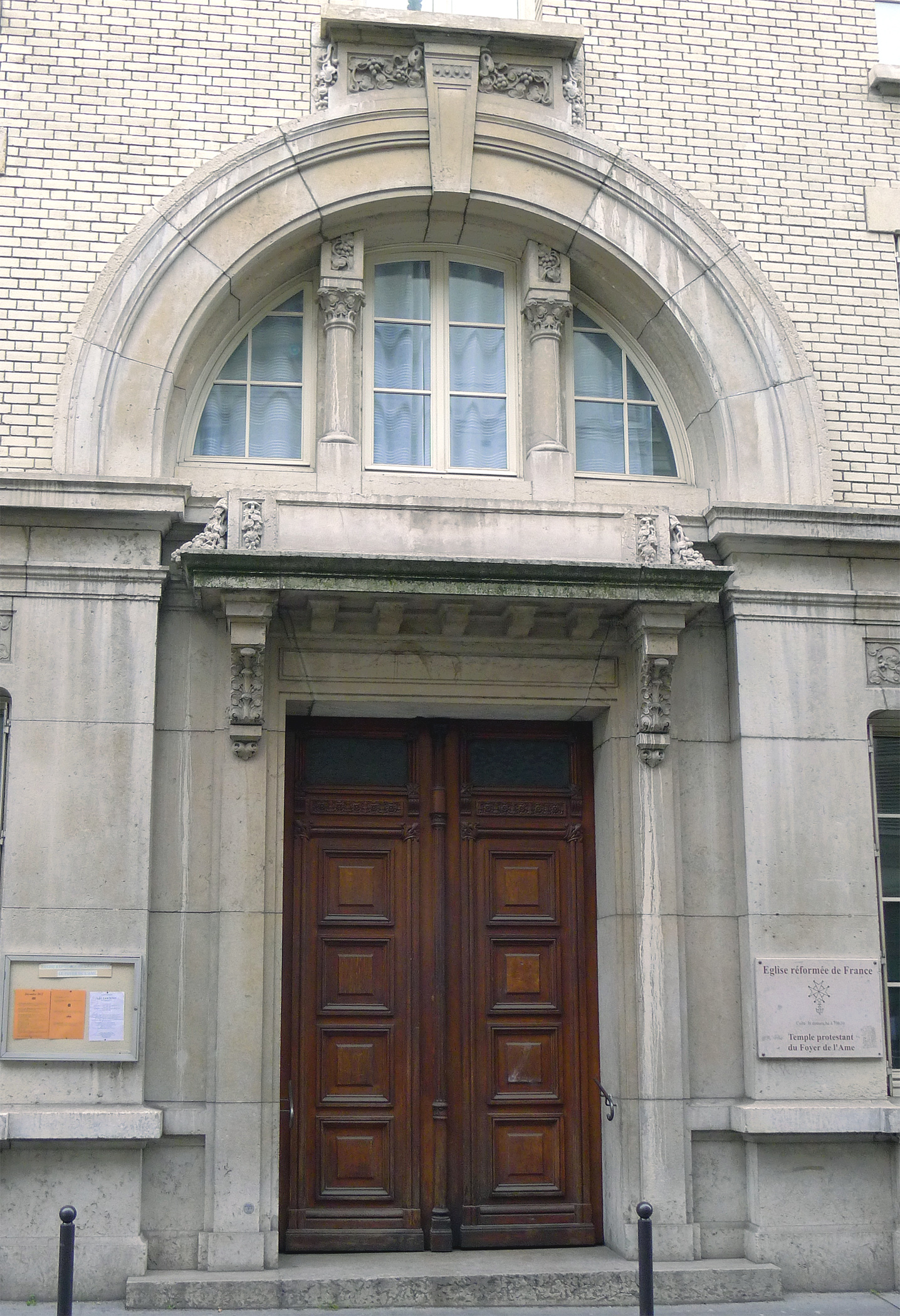
Temple protestant du Foyer de l'Âme

Cùng với người vợ trẻ, ông bắt đầu cuộc sống tại Paris một cách rất giản dị, sống trong một căn hộ 3 phòng ở con phố nghèo gần  Place de la Bastille, làm việc chăm chỉ ở trường Đại học suốt cả tuần, thỉnh thoảng diễn thuyết vào các ngày Chủ Nhật như một nhà thuyết giáo khách mời. Tuy nhiên, ông sớm thấy rằng tất cả bục diễn thuyết chính thống đều quay lưng với ông. Đáp lại, dưới sự bảo trợ của Nhà thờ Tin lành Pháp, ông đã mở một trường học ngày Chủ nhật tại khu phố Bastille của mình.. Đáp lại, dưới sự bảo hộ của nhà thờ Kháng Cách Pháp, ông mở một trường Chủ Nhật tại vùng lân cận Bastille. Điều này là hòn đá nền cho nhà thờ đầu tiên của ông và sau này là nhà thờ mới của ông  Temple protestant du Foyer de l'Âme("Đền thờ Kháng Cách của Cổng Vào các Linh Hồn). Nhà thờ này trị giá xấp xỉ $60, 000, giá thấp hơn một chút so với một phần tư giá trị được đóng góp bởi người Mỹ.
Triết lý của ông là một trong tinh thương của Thiên Chúa giáo mà không mang tính giáo điều, ủng hộ một cuộc sống đơn giản và tình yêu thiên nhiên.
Việc xuất bản tác phẩm Jeunesse ("Youth") của ông năm 1891 ghi dấu ông như một nhà lãnh đạo trong phong trào đạo đức ở Pháp và ảnh hưởng của ông tiếp tục tăng. Ngoài việc đảm nhiệm công việc như một linh mục coi sóc nhóm lớn tín đồ, ông nhận một phần hoạt động trong nhiều công tác từ thiện, và trong công việc này đưa đến các mối quan hệ thân thiện với những người có niềm tin tôn giáo khác nhau. Về xuất bản của ông, tác phẩm The Simple Life thu hút hứng thú nhất định tại Mỹ và được ủng hộ rộng rãi bởi những lãnh tụ tôn giáo và đạo đức.
Năm 1895, Wagner và Paul Desjardins thành lập L'Union par l'action morale ("Liên minh hành động đạo đức"), một tổ chức mà ông tìm cách tập hợp những người đàn ông tận tụy trong công việc thiết thực giữa những người theo thuyết Agnostics, Công giáo La Mã, Tin lành và Do Thái.
Ông nằm trong ủy ban của trường Université populaire đầu tiên, được biết với tên gọi là Coopération des Idées, do Georges Deherme thành lập với mục đích là cung cấp các lớp học buổi tối để giáo dục công nhân.
Vào mùa thu năm 1904, Wagner đến thăm Hoa Kỳ. Ông được Theodore Roosevelt mời thuyết giảng tại Nhà Trắng, người mà The Simple Life đã tạo ấn tượng lâu dài. Wagner đã thực hiện nhiều bài diễn thuyết và thu thập tài liệu cho tác phẩm My Impressions of America (1906).